# Lutadżik
Lutadżik (bułg. Лютаджик) – wieś w Bułgarii, w obwodzie Wraca, w gminie Wraca. W 2024 roku liczyła 117 mieszkańców.